# Beyhan Sultan (hija de Ibrahim I)
Beyhan Sultan (en turco otomano: بیحان سلطان; "líder de reyes") (Estambul, c.1645 — Estambul, 15 de diciembre de 1700), también conocida como Peykhan Sultan, fue una princesa otomana, hija del sultán Ibrahim I. Era hermana de Mehmed IV, Süleyman II y Ahmed II.

## Vida
Beyhan nació en 1645. Algunos creen que Turhan Hatice Sultan era su madre, pero eso no es seguro. La relación entre Turhan e Ibrahim hasta ahora se ha deteriorado seriamente, por lo que no parece lógico que nazca un niño en la relación en ese año. Es poco probable que Turhan fuera su madre, ya qué Ibrahim entregó Beyhan a Şekerpare Hatun para que la criara. Esto sugiere que la madre de Beyhan ya estaba muerta o perdió el favor de Ibrahim y fue exiliada.
Un año más tarde de su nacimiento, en 1646, Beyhan contrajo matrimonio con Küçük Hasan Paşa. Fue un matrimonio completamente político. Sin embargo, el muy viejo Hasan Paşa murió un año después, y Beyhan Sultan quedó “viuda” cuando tenía sólo dos años.
Luego contrajo matrimonio con Hezarpare Ahmed Paşa. Sin embargo, un año después quedó viuda nuevamente con la ejecución de su esposo. Su padre, Ibrahim, fue destronado y luego ejecutado. En su lugar pusieron a su hermano Mehmed, quién tenía sólo siete años. Aparte esto permitió que su abuela, Kösem Sultan se convirtiera en regente por tercera vez. Sin embargo, esto no le habría caído muy bien a Turhan, la madre de Mehmed. En 1651, su abuela fue estrangulada por órdenes de Turhan, luego de que ella intentará asesinar a Mehmed. Lo más probable es que Beyhan haya vivido durante ese momento en el palacio imperial.
Finalmente en 1669, a la edad de 24 años, se casó voluntariamente con Uzun Ibrahim Paşa. Probablemente tuvieron hijos pero se desconocen sus nombres. Lamentablemente en 1683, el Paşa fue ejecutado por órdenes de su hermano.
Se casó con Bıyıklı Mustafa Paşa el 13 de marzo de 1691.
Su esposo murió de vejez en 1700.

## Muerte
Luego de la muerte de su esposo falleció solo un año más tarde, el 15 de diciembre de 1700, durante el reinado de su sobrino, Mustafa II. Ella se encuentra enterrada en la Mezquita de Süleymaniye.